# Vidya Balan
Vidya Balan (Bombaim, 1 de janeiro de 1979) é uma atriz indiana. Conhecida por ter sido pioneira em uma mudança na interpretação de mulheres no cinema hindi com seus papéis em filmes liderados por mulheres, ela recebeu vários prêmios, incluindo um National Film Award e seis Filmfare Awards. Foi premiada com o Padma Shri pelo Governo da Índia em 2014.
Vidya aspirou a uma carreira no cinema desde tenra idade e teve seu primeiro papel como atriz no seriado de 1995 Hum Paanch. Enquanto cursava mestrado em sociologia pela Universidade de Mumbai, ela fez várias tentativas malsucedidas de iniciar uma carreira no cinema e apareceu em comerciais de televisão e vídeos musicais. Ela estreou no cinema estrelando o filme bengali Bhalo Theko e recebeu elogios por seu primeiro filme em hindi, o drama Parineeta. Isso foi seguido por sucessos comerciais em Lage Raho Munna Bhai (2006) e Bhool Bhulaiyaa (2007), mas seus papéis nas comédias românticas Heyy Babyy (2007) e Kismat Konnection (2008) tiveram críticas negativas.
Vidya se estabeleceu estrelando cinco sucessos comerciais consecutivos, o que também ganhou seu reconhecimento crítico e premiado. Estes foram o drama Paa (2009), a comédia negra Ishqiya (2010), os thrillers No One Killed Jessica e Kahaani (2012) e a biografia The Dirty Picture (2011). A última delas ganhou o National Film Award de Melhor Atriz. Ela seguiu sua carreira com uma série de filmes que tiveram um desempenho ruim nas bilheterias. Mas isso mudou quando ela estrelou como radialista em Tumhari Sulu (2017) e cientista em Mission Mangal (2019). Este último classifica como seu lançamento de maior bilheteria.
Vidya também promove causas humanitárias e apóia o empoderamento das mulheres. Ela é membro do Conselho Central Indiano de Certificação de Filmes e apresenta um programa de rádio. Inicialmente, ela recebeu críticas por seu peso flutuante e senso de vestir, mas depois foi creditada na mídia por sua inconvencionalidade. Vidya é casada com o produtor de cinema Siddharth Roy Kapur.

## Elogios
Entre os prêmios de cinema de Vidya estão o National Film Award de Melhor Atriz por The Dirty Picture (2011); e seis Filmfare Awards: Melhor Estreia Feminina por Parineeta (2005); Melhor Atriz por Paa (2009), The Dirty Picture (2011), Kahaani (2012), e Tumhari Sulu (2017); e Critics Award de melhor atriz por Ishqiya (2010).
Por suas tentativas de empoderar as mulheres, Vidya foi premiada com o Prabha Khaitan Puraskar 2012 pela Câmara de Comércio de Calcutá. Ela foi a mais jovem recebedora do prêmio.